# Johann Veldener

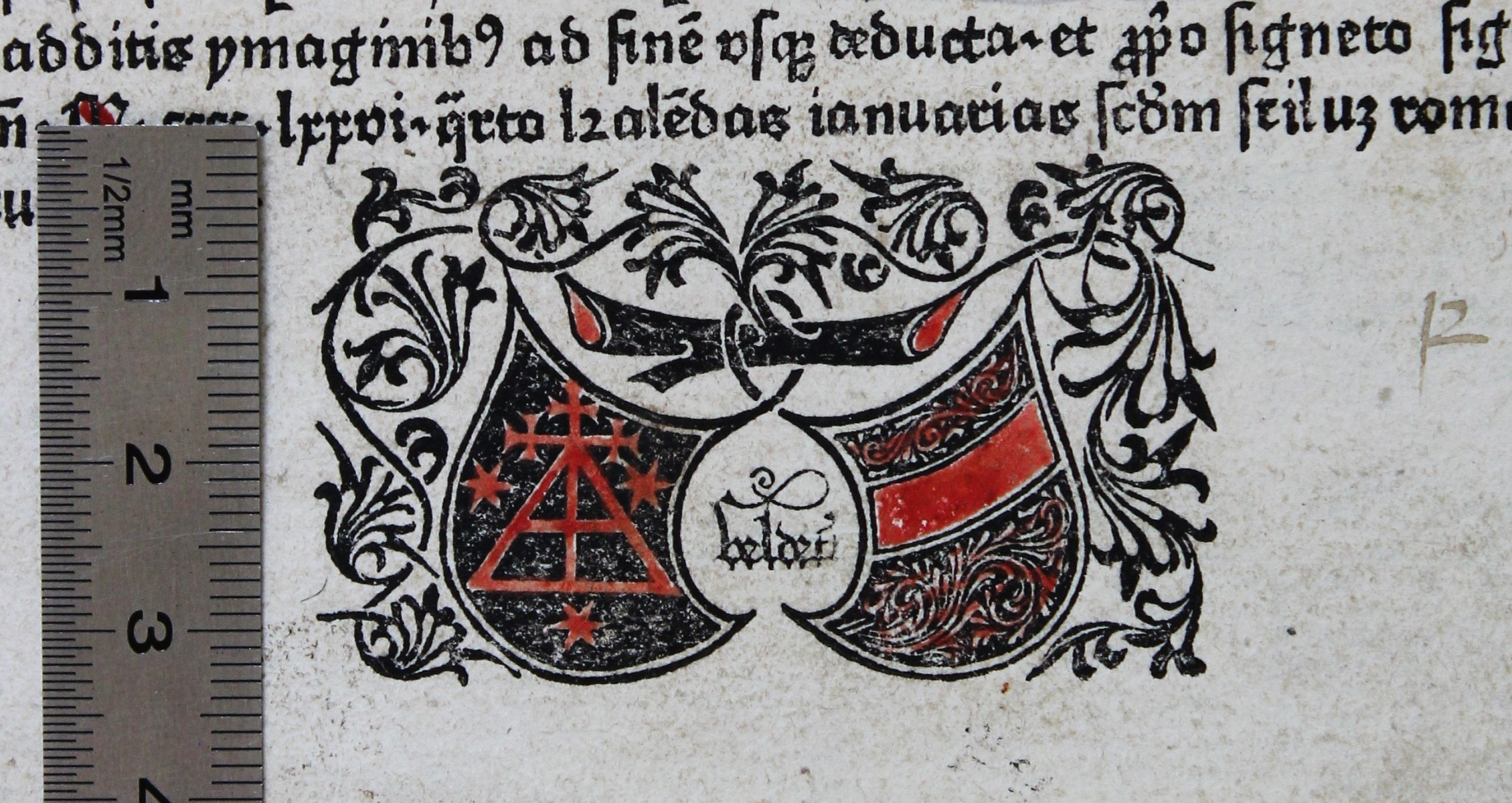
Monogramm von Johan Veldener

Johann Veldener (* in Würzburg; † in Löwen zwischen 1486 und 1496, auch bekannt als Jan Veldener oder Johan Veldenaer) war ein früher Buchdrucker in Flandern.

## Werdegang
Er arbeitete als Stempelschneider und Drucker in Köln zusammen mit William Caxton, der seine ersten Bücher finanziert haben könnte. Sie zogen beide 1472 nach Flandern. Caxton richtete in Brügge eine eigene Druckerei ein. Dort druckte er mit Veldeners Unterstützung 1472/73 The Recuyell of the Historyes of Troy von Raoul Lefèvre. Danach ging Veldener nach Löwen und baute dort seine Werkstatt auf. Er wurde der zweite Drucker in Löwen nach Johann von Westphalen und der dritte oder vierte in den Niederlanden. Am 30. Juli 1473 wurde er in die medizinische Fakultät der Universität Löwen aufgenommen. In Löwen druckte er die Universalgeschichte Fasciculus temporum von Werner Rolevinck. Der Druck war ausgestattet mit 15 Holzschnitten und dem Signet Veldeners.
Er verließ Löwen im Jahr 1477, nachdem der Tod Karls des Kühnen Unruhen in der Stadt ausgelöst hatte, und ging nach Utrecht. 1480 druckte er den ins Niederländische übersetzten Fasciculus temporum. Die weiteren seiner Utrechter Druckwerke waren religiöse Schriften. Als es auch in dieser Stadt unruhig wurde, zog er 1482 nach Culemborg und kehrte 1484 nach Löwen zurück.
Veldener wurde auch für die Schaffung von Schriftarten bekannt. Caxton soll einige von Veldeners Schriftarten mit nach England genommen haben und verwendete sie unter anderem bei der Erstausgabe der Canterbury Tales. Möglicherweise hat er später weitere Schriftarten von Veldener gekauft.
In Utrecht hat Veldener mutmaßlich die Chronyck van Hollandt, Zeelandt, ende Westvrieslandt, eine Chronik über Holland, Zeeland und Westfriesland gedruckt. 1650 wurde sie in Utrecht nachgedruckt. Andere Werke, die ihm zugeschrieben werden, sind die Cronijcken van Enghelant über die englischen Könige bis 1460, die Cronijcken van Utrecht über die Bischöfe von Utrecht, die Cronijcken van Gelre, die Cronijcken van Cleve und die Cronijcken van Brabant. Es wird angenommen, dass dies anonyme und von ihm gedruckte Werke sind, und dass spätere Zuschreibungen zu ihm als Verfasser falsch sind.

## Von Veldener gedruckte Werke

### In Köln (1471–1472)
- Walter Burley: De vita philosophorum
- Papst Pius II.: De duobus amantibus
- Gesta Romanorum
- Flores Sancti Augustini
- Bartholomaeus Anglicus: De proprietatibus rerum

### In Löwen (1473–1477)
1473
- Giovanni Boccaccio: Genealogia deorum

1474
- Jacobus de Theramo: Consolatio peccatorum (in der Rare Book and Special Collections Division der Library of Congress)
- Pietro de’ Crescenzi: Liber ruralium commodorum

1475
- Angelus de Gambiglionibus de Aretio, also known as Angeli Aretini or Angelo Gambiglioni: Lectura super institutionibus
- Werner Rolevinck: Fasciculus temporum (das zweite gedruckte Buch der Niederlande)
- Marcus Annaeus Lucanus: Pharsalia
- Lorenzo Valla: Elegantiae linguae latinae

1476
- Ein Almanach, der als ältester gedruckter Almanach der Niederlande gilt[6]
- Carolus Maneken: Formulae epistolarum (Erstdruck dieses Buches)
- Papst Pius II.: Epistolae familiares et in cardinalatu editae and Legatio Friderici III ad summum Pontificem super declaratione concordiae

1477
- Marcus Tullius Cicero: Epistolae ad familiares
- Raimundus Peraudi: Avisamenta confessorum
- Thomas von Aquin: De beatitudine aeternitatis

### In Utrecht (1478–1481)
1478
- Epistolae et Evangelia oder Alle die Epistolen en Ewangelien, metten Sermoenen van den gheheelen jare (nachgedruckt 1479 und 1481)

1479
- Papst Gregor I.: Homiliae super Evangeliis / Omelie in duutschen

1480
- Werner Rolevinck: Boeck datmen hiet Fasciculus temporum (nachgedruckt mit einigen zusätzlichen Chroniken, manchmal Veldener zugeschrieben; erste Übersetzung dieses 1474 auf Latein veröffentlichten und 1475 von Veldener gedruckten Buches)
- Jacobus de Voragine: Dat passionael ofte gulden legende mit das martirologium
- Lucas de Tollentis: Litterae indulgentiarum anni jubilaei causa 1480

### In Culemborg (1483–1484)
1483
- Spieghel der menschlicker behoudenisse
- Boec van den Houte
- Spinroc

1484
- Kruidboeck in Dietsche (möglicherweise in Löwen gedruckt)

### Wieder in Löwen (1484–1487?)
- Alphabetum divini amoris (zwei Ausgaben)
- Vocabularius (auf Französisch, Niederländisch und Latein)

1484
- Papst Innozenz VIII., Regulae cancellariae apostolicae, Lectae 23 Sept. 1484
- Michael Scotus, Liber physiognomiae
- Franciscus de Zabarellis, Repetitio super capitulo Perpendimus de sententia excommunicationis

1485
- Herbarius in Latino (1486 mit Illustrationen nachgedruckt)

1486
- Matheolus Perusinus: De memoria augenda
- Paulus de Middelburgo: Prognosticon (auf Niederländisch)
- Cornelius Roelans de Mechlinia: Opusculum aegritudinum puerorum

1487
- Valuacie van den gelde